# Merri Creek
La Merri Creek est une voie navigable située au sud de l'État de Victoria, en Australie.
Le cours d'eau, qui traverse la banlieue nord de la ville de Melbourne, prend sa source près de Wallan au nord de Melbourne et s'écoule vers le sud sur 70 km pour rejoindre le fleuve Yarra à Dights Falls.
La zone où la Merri Creek rencontre le fleuve était traditionnellement le lieu de rassemblement du peuple Wurundjeri et est un des lieux suspectés d'être l'objet de l'un des premiers traités territoriaux d'Australie établi entre les Australiens autochtones et les colons européens, le traité de Batman (en).

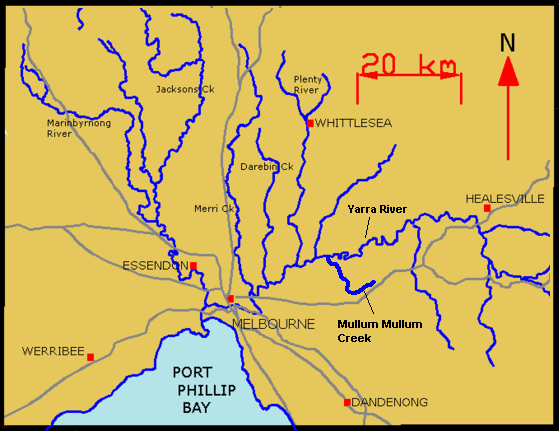
Carte du Yarra et ses affluents.